# Strage di Alcamo Marina
La strage di Alcamo Marina avvenne nel 1976 ad Alcamo Marina in provincia di Trapani, all'interno di una stazione carabinieri, quando nella notte due carabinieri vennero assassinati a colpi di arma da fuoco.
Dopo diversi processi, la strage è ancora irrisolta; varie le ipotesi, tra le più accreditate quelle di un delitto di "cosa nostra", del terrorismo o un crimine legato al traffico di armi, ad una operazione militare segreta attribuibile all'organizzazione Gladio. Dell'episodio si è occupato nel 2007 la trasmissione Rai Blu notte - Misteri italiani di Carlo Lucarelli, che contestualizza il fatto di sangue nell'ambito della strategia della tensione in Italia degli anni settanta, ipotizzando un patto tra mafia e "terrorismo nero".

## I fatti
Nella notte tra il 26 ed il 27 gennaio 1976
due carabinieri, il diciannovenne Carmine Apuzzo e l'appuntato Salvatore Falcetta, furono ritrovati assassinati nella casermetta "Alkamar" della stazione dell'Arma dei Carabinieri della località turistica di Alcamo Marina. 
A scoprire il fatto fu la scorta del segretario del MSI Giorgio Almirante, che stava transitando sulla statale alle sette del mattino dopo, la quale si accorse che la porta dell'edificio era stata aperta con una fiamma ossidrica, e quindi entrò e trovò i cadaveri. 

## Le indagini

### La pista del terrorismo politico e di quello mafioso
Fin dall'inizio diverse furono le ipotesi investigative, dal terrorismo eversivo di sinistra (ci furono alcune rivendicazioni di sigle extraparlamentari, ma le Brigate Rosse dichiararono la loro estraneità) fino al coinvolgimento di cosa nostra. Infatti l'anno prima nella frazione marinara erano stati uccisi, a un mese di distanza l'uno dall'altro, l'assessore ai lavori pubblici di Alcamo ed ex sindaco DC Francesco Paolo Guarrasi e il consigliere comunale Antonio Piscitello. 
Le indagini iniziali sulla strage furono condotte dall'allora capitano dei Carabinieri Giuseppe Russo. Nei giorni successivi la strage fu rivendicata da un sedicente "Nucleo Sicilia Armata" al quotidiano "La Sicilia" , e quindi furono perquisite le abitazioni di attivisti della sinistra extraparlamentare, tra le quali anche quella di Peppino Impastato, poi ucciso dalla mafia nel 1978.
Impastato sulle "stranezze" dell'indagine sulla strage indagò privatamente.
La cartella con i documenti su Alcamo Marina fu sequestrata dai Carabinieri (i quali sostennero inizialmente che l'attivista di Democrazia Proletaria fosse morto mentre preparava un attentato, come inscenato dai killer mafiosi mandati da Gaetano Badalamenti) nella casa della madre Felicia Impastato poco dopo la morte di Peppino, e non fu più restituita a differenza degli altri documenti (come riferito dal fratello Giovanni).

### Le dichiarazioni del brigadiere Renato Olino
Nel 2008, in seguito alle dichiarazioni rese dall'ex brigadiere dei carabinieri Renato Olino ad un periodico trapanese, secondo le quali le confessioni di Giuseppe Vesco e degli altri arrestati sarebbero state estorte con la tortura, la Procura della Repubblica di Trapani ha aperto due inchieste. Una sulla morte dei due militari, l'altra su quattro carabinieri accusati di sequestro di persona e lesioni gravissime, vale a dire Giuseppe Scibilia, Elio Di Bona, Giovanni Provenzano e Fiorino Pignatella.
Il brigadiere Olino ha dichiarato ai giudici del tribunale di Trapani che quei ragazzi con l'eccidio non c'entravano nulla e che le loro confessioni erano state estorte con violenze terribili. Vesco, poiché trovato in possesso di armi con bossoli compatibili a quelli ritrovati (anche se non identici), fu torturato anche con l'elettroshock e la tortura dell'acqua (simile all'annegamento simulato) per estorcergli una confessione, e in seguito (secondo il pentito di mafia Vincenzo Calcara) fu forse assassinato nella sua cella, inscenando un suicidio, poiché aveva ritrattato e accusato i militari. Gulotta e gli altri furono vittime di pestaggi e abusi, e a casa di uno di loro fu nascosta della presunta refurtiva. Tutti furono minacciati di morte.
Dalle intercettazioni telefoniche acquisite dalla procura di Trapani a carico dei figli di Giovanni Provenzano (uno dei carabinieri che condusse le indagini sulla strage) nelle quali essi parlano tra loro e con altri parenti di particolari rivelatigli dal padre, emerge come gli stessi militari, per far risultare come non veri i racconti sulle torture, avrebbero cambiato l'arredamento della stanza di una caserma dove gli arrestati furono sottoposti agli interrogatori.

### I presunti collegamenti conGladio
Nel 2015 Walter Veltroni, membro della commissione parlamentare antimafia, ha sostenuto che dietro la strage di Alcamo Marina ci sarebbe la struttura di Gladio. Falcetta e Apuzzo avrebbero fermato, il giorno prima, un furgone che trasportava armi forse con a bordo uomini dell'organizzazione. Quindici anni dopo la strage la polizia scoprì un arsenale appartenente a due militari dell'Arma: l'appuntato Vincenzo La Colla, caposcorta dell'ex Ministro ai Beni Culturali Vincenza Bono Parrino, all'epoca presidente della Commissione Difesa del Senato, e il brigadiere Fabio Bertotto (più volte impegnato in missioni in Somalia). Accusati di essere gli "armieri" della cosca di Alcamo, risultarono appartenere ai Sismi, e furono assolti. La Colla patteggiò una pena per l'accusa di detenzione illegale di armi.

## I procedimenti giudiziari
Il 13 febbraio 1976 fu fermato un carrozziere di Partinico considerato vicino agli anarchici, Giuseppe Vesco, e a seguito di una perquisizione in auto e nell’abitazione, i Carabinieri trovarono l’arma utilizzata durante l’agguato e una pistola d’ordinanza rubata ai due militari. 
Vesco, sottoposto a interrogatorio (a suo dire sotto tortura) dai Carabinieri, confessò la strage e accusò tre giovani alcamesi suoi amici, Giuseppe Gulotta, Gaetano Santangelo e Vincenzo Ferrantelli e un conoscente di Partinico, Giovanni Mandalà. Ferrantelli e Santangelo erano minorenni all'epoca dei fatti. Tutti, tranne Giovanni Mandalà, nell’arco di qualche ora, interrogati dai carabinieri di Alcamo, confessavano le rispettive responsabilità.
Gulotta, anche in questo caso a suo dire, fu torturato per una notte intera da un numero imprecisato di Carabinieri che si accanirono su di lui per ore con pugni, calci, sputi, minacce con le armi d'ordinanza e bastonate. Così ha descritto a Walter Veltroni, in veste di giornalista, il momento della stesura del verbale con cui avrebbe confessato: «Con questo nome e cognome mi hanno fatto firmare un verbale in cui mi autoaccusavo di aver ucciso due ragazzi. Funzionava in questo modo: loro ricostruivano come volevano gli eventi di quella notte del 27 gennaio, e io dovevo rispondere ad ogni frase da loro pronunciata. Loro dicevano: “È andata così, vero?”. E io dovevo rispondere solo “sì”. Così fu redatto il verbale. Al momento della firma non volevo più sottoscrivere quella follia. Fui strattonato e uno mi sibilò: “È meglio che firmi, altrimenti ricominciamo come e peggio di prima”».
Vesco ritrattò subito dopo. Fu trovato impiccato in carcere l'ottobre successivo, sebbene avesse una sola mano.
Dopo l'assoluzione il 10 febbraio 1981 al processo di primo grado in Corte d'assise di Trapani (escluso Mandalà) e la temporanea scarcerazione, furono condannati dalla Corte di Assise di Appello di Palermo, il 23 giugno 1982, Giuseppe Gulotta e Giovanni Mandalà all'ergastolo, Gaetano Santangelo (che fu arrestato solo nel 1995) e Vincenzo Ferrantelli a 20 anni.
L'iter processuale fu molto lungo: la sentenza d'appello di Palermo fu annullata dalla Cassazione, condannato ancora con sentenza della Corte di Assise di Appello di Palermo il 26 novembre 1985, annullata dalla Cassazione in data 12 ottobre 1987. 
La Corte di Assise di Appello di Caltanissetta condannava il Gulotta alla pena di anni trenta, la cui sentenza veniva ancora annullata dalla Cassazione che rimetteva gli atti alla Corte di Assise di Appello di Catania che infine il 29 novembre 1989 ha pronunciato la sentenza finale alla pena dell’ergastolo.
Mandalà è deceduto divorato da un tumore alla prostata, ritenuto troppo pericoloso per cure domiciliari, dopo anni di carcere nel 1998, mentre Santangelo (fino al 1995, quando è stato arrestato) e Ferrantelli, tra un appello e l'altro, si sono rifugiati in Brasile ove hanno ottenuto lo status di rifugiati. Gulotta ha scontato circa 22 anni di carcere, prima di ottenere la libertà condizionale e la revisione del processo.
Solo il 22 luglio 2010, dopo 22 anni di detenzione, Gulotta esce infatti dal carcere in libertà vigilata, mentre Vincenzo Ferrantelli restò latitante in Brasile, dove si era rifugiato anni prima. Gaetano Santangelo fu scarcerato negli anni 2000. Tutti ottennero un nuovo processo in seguito alle rivelazioni di un ex brigadiere dei carabinieri, Renato Olino, sui metodi illegali usati per ottenere false confessioni.

## La revisione processuale e le assoluzioni
L'avvocato Baldassarre Lauria dell'associazione "Progetto Innocenti" si è occupato di far riaprire il processo Gulotta. La prima revisione del processo è iniziata dal gennaio 2011 dinanzi alla Corte di Assise di Reggio Calabria. Un pentito di mafia, Vincenzo Calcara, ha parlato nel corso del processo di Reggio di un ruolo della mafia nella strage, collegandola alla Organizzazione Gladio, la struttura militare segreta che nel trapanese già dagli anni Settanta aveva proprie basi. Da quanto è emerso quei militari potrebbero essere stati uccisi per avere fermato un furgone carico di armi destinate proprio a «Gladio». L'avvocato di due imputati ha dichiarato che «le nuove emersioni processuali dimostrano un legame tra la strage di Alcamo Marina e i sequestri di Nicola Campisi e Luigi Corleo [suocero dell'esattore Nino Salvo], avvenuti nel luglio del 1975». Corleo venne assassinato e il corpo non fu più ritrovato.
Il 26 gennaio 2012 il procuratore generale della Corte d'Appello di Reggio Calabria ha chiesto il proscioglimento da ogni accusa di Giuseppe Gulotta, che stava scontando l'ergastolo in regime di libertà condizionale, proscioglimento raggiunto in via definitiva il 13 febbraio 2012, 36 anni esatti dopo il suo arresto, giorno in cui la corte ha assolto con formula piena Giuseppe Gulotta. Il tribunale ha dichiarato la probabile estraneità al delitto anche dei defunti Mandalà e Vesco e, assieme a loro, anche degli ex latitanti Giuseppe Ferrantelli e Gaetano Santangelo. L'assoluzione di Gulotta è divenuta definitiva dopo la rinuncia a ricorrere in Cassazione da parte della procura. Giuseppe Gulotta, che ha scontato 22 anni di carcere, è stato assolto quindi in sede di revisione del processo per errore giudiziario e ingiusta detenzione. L'uomo è stato anche risarcito dallo Stato con un pagamento di oltre 6 milioni di euro.
Il 20 luglio 2012 la sezione per i minorenni della corte d'appello di Catania assolve Ferrantelli e Santangelo (minori di 18 anni all'epoca). Nel 2014 la Corte d'appello di Catania ha inoltre assolto ufficialmente post-mortem - riabilitandolo - anche Giovanni Mandalà.

## Riconoscimenti

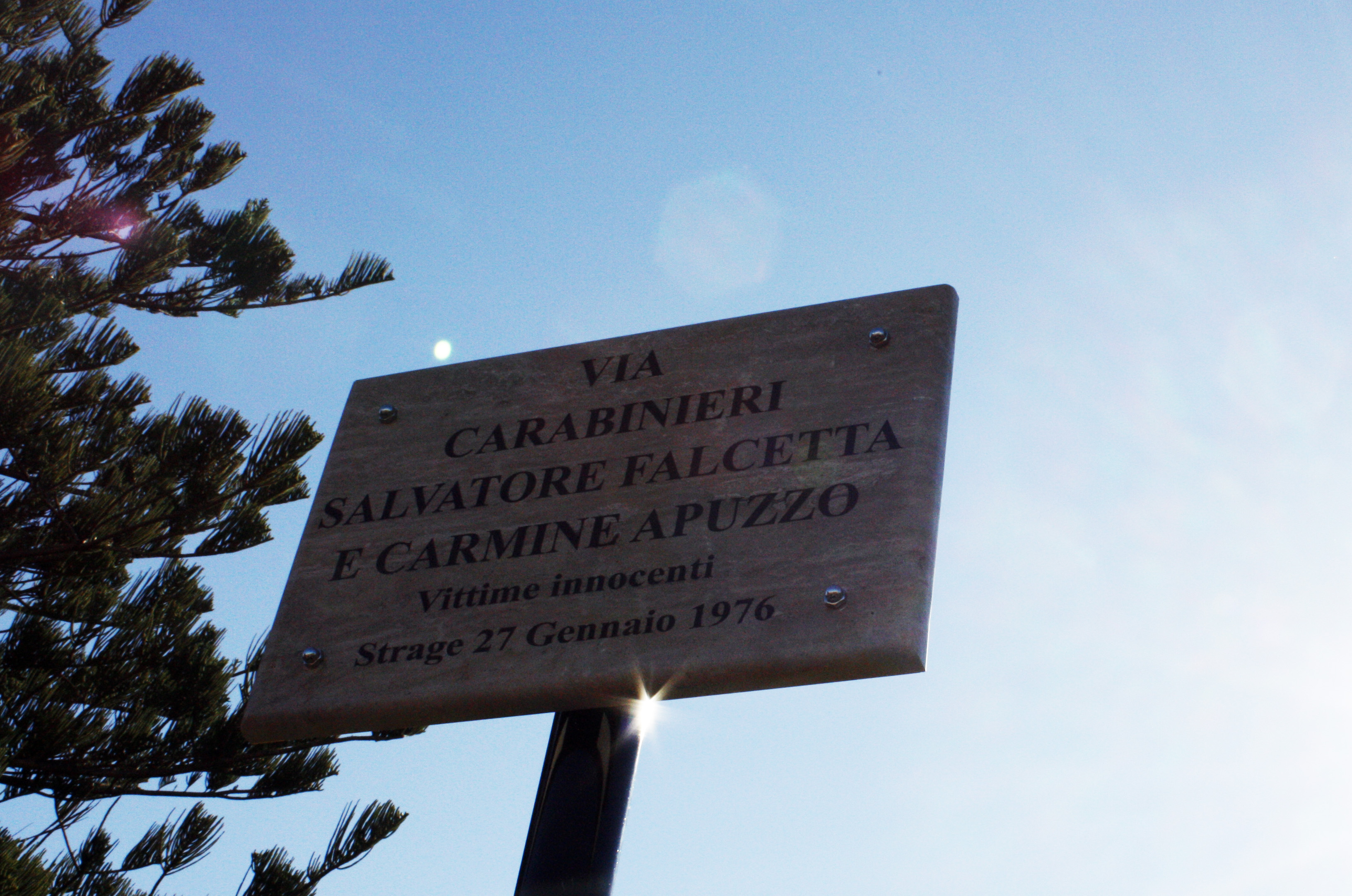
Via Carabinieri Salvatore Falcetta e Carmine Apuzzo

- Il 18 novembre 2012 viene inaugurato ad Alcamo il Presidio di Libera, intitolato ai due militari uccisi: Carmine Apuzzo e Salvatore Falcetta.

- Nel gennaio del 2015 viene avviata, dal presidio di Libera Alcamo, una raccolta firme con annessa richiesta di intitolazione del lungomare di Alcamo Marina ai due militari.

- Il 27 gennaio 2016, alla presenza del fondatore di "Libera" Luigi Ciotti e del commissario straordinario del comune di Alcamo, Giovanni Arnone, il lungomare viene intitolato a due carabinieri vittime della strage.